# Weltgeschichte
Weltgeschichte (neuerdings auch Globalgeschichte) ist ein Teilgebiet der Geschichtswissenschaft, das sich mit historischen Fragestellungen in einer die Weltregionen übergreifenden Perspektive beschäftigt. Gegenstandsbereiche sind Kulturen und Staatsgrenzen überschreitende Einflüsse und Wechselwirkungen sowie vergleichende Untersuchungen vor dem Hintergrund globaler Zusammenhänge. Zu den in diese Forschungsrichtung gehenden Ansätzen zählen auch zum Beispiel World History, transnationale Geschichte, Geschichte der Globalisierung und Big History.
Großregionen übergreifende historische Darstellungen im Erfahrungs- und Vorstellungshorizont der jeweiligen Zeit gab es bereits in der antiken Geschichtsschreibung und an verschiedenen Orten weltweit. Seit dem ausgehenden 20. Jahrhundert gibt es für Weltgeschichte, ausgehend vor allem von den Vereinigten Staaten, innerhalb der Geschichtswissenschaft ein verstärktes Forschungsinteresse, das sich aber auch in Europa und Asien zeigt.
Abzugrenzen ist die Weltgeschichte von der Erdgeschichte, der historischen Geologie.

## Anfänge weltgeschichtlicher Historiographie
Bereits Herodot verstand seine „Historien“, das erste Werk der europäischen Geschichtsschreibung, als Weltgeschichte, insofern er darin die Entwicklung der ganzen ihm damals bekannten Welt, der Oikumene, nachzeichnete. Geschichtsschreiber wie Diodor führten diese Tradition fort. Die mittelalterlichen Weltchroniken – etwa die Chronica sive Historia de duabus civitatibus des Otto von Freising – erhoben ebenfalls den Anspruch, die ganze Geschichte der Menschheit zu umfassen. Sie begannen mit der Erschaffung der Welt, streiften die persische, griechische und römische Geschichte des Mittelmeerraums und endeten in ihrer jeweiligen Gegenwart.

## Räumliche Dimensionierung
Theoretisch ist die Weltgeschichte also räumlich und zeitlich unbegrenzt. Gemessen an der Frage des Raums ist eine Weltgeschichte aber praktisch erst möglich geworden, seit ein Teil der Menschheit in die Lage versetzt wurde, nahezu den ganzen Planeten in den Blick zu nehmen, das heißt seit den Entdeckungsfahrten der Europäer und dem Beginn der europäischen Expansion ab der Wende vom 15. zum 16. Jahrhundert.
Infolgedessen blieb die Darstellung der Weltgeschichte bis in die jüngste Zeit hinein stark eurozentristisch geprägt. Diese Fokussierung versuchen moderne Ansätze zu überwinden, beispielsweise sollen Süd-Süd-Verbindungen und nicht-westliche Akteure in der Analyse weltweiter Verflechtungen gleichberechtigt berücksichtigt werden.
Als universalhistorische Darstellungen wurden in der Regel alle Werke angesehen, die zumindest die Geschichte Europas, Amerikas, Vorderasiens und Nordafrikas behandelten und zueinander in Beziehung setzten – das heißt alle Weltregionen, mit denen Europa in direktem Austausch stand. Seit dem 18. Jahrhundert fanden auch Ostasien mit dem Kaiserreich China, Japan und Indien zunehmend Beachtung, während Subsahara-Afrika, Südostasien, Australien und Ozeanien bis heute nur eine untergeordnete Rolle in Darstellungen zur Weltgeschichte spielen.

## Zeithorizonte
Während die traditionelle Weltgeschichtsschreibung je nach bereits möglicher Berücksichtigung von archäologischem und epigraphischem Quellenmaterial teils mit Vor- und Frühgeschichte, teils mit den Hochkulturen Ägyptens und des Alten Orients oder auch mit der europäischen Antike einsetzte, geht eine als Big History firmierende neuere Forschungsrichtung bis in die kosmische Entstehungsgeschichte zurück.

## Weltgeschichtsschreibung vom 18. bis 20. Jahrhundert
Was heißt und zu welchem Ende studiert man Universalgeschichte? So hieß der programmatische Titel der Antrittsvorlesung von Friedrich Schiller an der Universität in Jena, die er am 26. Mai 1789 hielt.
Herders Kritik an der Vorstellung der Aufklärung, die gesamte Menschheit schreite immer fort zum Besseren, hat den Grundstein eines hermeneutischen Historismus gelegt, also einer Geschichtsschreibung, die versucht, jede Kultur aus sich selbst heraus zu verstehen und an ihren eigenen Idealen zu messen. Herder weitete dazu erstmals den Blick über die abendländische Kultur hinaus aus und versuchte, auch andere Kulturen mit in seine Betrachtungen einzubeziehen.
Diese Geschichtsschreibung fragt nicht nach den einzelnen Ereignissen, sondern nach den großen Entwicklungslinien der menschlichen Geschichte und möglichen Deutungsschemata. Weitere Grundlagen legte der Historiker Jacob Burckhardt mit seinen Studien zu einzelnen geschichtlichen Epochen und kunstgeschichtlichen Entwicklungen.
Von Max Weber stammt das Konzept der Universalgeschichte, in die er seine Arbeiten zur antiken Gesellschaftsgeschichte, zur Entwicklung der Stadt, zur Soziologie der Weltreligionen und schließlich zur idealtypischen Konstruktionslogik seines Hauptwerkes Wirtschaft und Gesellschaft einbindet.
Oswald Spengler deutet die Weltgeschichte nicht als linearen Fortgang von der Antike bis zur Moderne, sondern unterteilt sie entsprechend den einzelnen Kulturen in Epochen. Kulturen begreift Spengler analog zum frühen Herder als Organismen, die Jugend, Manneszeit und Greisentum durchlaufen. Es geht ihm dabei nicht darum möglichst viele Einzeltatsachen anzuhäufen, sondern diese in ein Bild der Geschichte zu fügen und dieses aus der Distanz zu begreifen.
Arnold J. Toynbee gilt als letzter großer Historiker, der sich diesem Projekt einer Weltgeschichte angenommen hat. Toynbee greift dazu das geschichtsphilosophische Konzept Spenglers auf, lehnt jedoch dessen Annahme einer notwendigen Kulturentwicklung über die drei Altersstufen ab.

## Neuere Ansätze zur Erfassung der Weltgeschichte

### World History
Das klassische Werk von William Hardy McNeill The Rise of the West (Der Aufstieg des Westens, 1963) gab innerhalb der US-Geschichtswissenschaft den Anstoß zur Entwicklung der „World History“-Strömung, die seit den 1980er Jahren festere Formen als eigenständige Unterdisziplin an den Hochschulen annahm und zunehmend in den US-Schulunterricht Eingang findet. World History nimmt die Menschheit auf dem ganzen Planeten in den Blick und stellt die Geschichte einzelner Gesellschaften in den Kontext der Weltgeschichte. Dieser Strömung zuzuordnen sind mehr oder minder deutlich z. B. William Hardy McNeill, John R. McNeill, Immanuel Wallerstein, André Gunder Frank, Janet Abu-Lughod, Jerry Bentley, Patrick Manning, Alfred Crosby oder Jared Diamond. Wesentliche Kristallisationskerne der mittlerweile über die USA hinausgreifenden Strömung sind die World History Association und diverse Fachzeitschriften.
World History knüpft an diverse Vorläufer wie z. B. die französische Annales-Schule an und versteht sich als eine Reaktion auf die bzw. als ein Bestandteil der Globalisierung. Hauptanliegen dieser Strömung ist die Überschreitung von räumlichen und zeitlichen Grenzen der Geschichtsschreibung, denn reale Kausalketten halten sich nicht an ethnozentrische Weltbilder. Gefordert wird die Abkehr von eurozentrischen bzw. westlich zentrierten Perspektiven in der Beschreibung und Erklärung der Geschichte der Menschheit. Gesellschaften bzw. Zivilisationen werden weder räumlich noch zeitlich isoliert betrachtet: die nationalstaatliche Perspektive wird konsequent überschritten, um weiträumige Verflechtungen zu verfolgen und die Betrachtung enger Zeiträume (wie z. B. der letzten 500 Jahre) wird durch die Analyse langfristiger Entwicklungen ergänzt. In räumlicher Hinsicht stehen die Verflechtungen („cross-cultural interactions“) über große Entfernungen im Zentrum der Aufmerksamkeit, in zeitlicher Hinsicht die Muster der Entwicklung. Themen sind z. B. die weiträumige Diffusion von technischen und kulturellen Innovationen, Tieren, Pflanzen und Krankheitserregern, das regelmäßige Auf und Ab der Reiche und die damit verbundenen Schübe und Rückschritte in der Verflechtung von Gesellschaften, der kontinuierliche Konflikt zwischen Zentren und Peripherien oder die Regeln der Verlagerung der Zentren.

### Big History

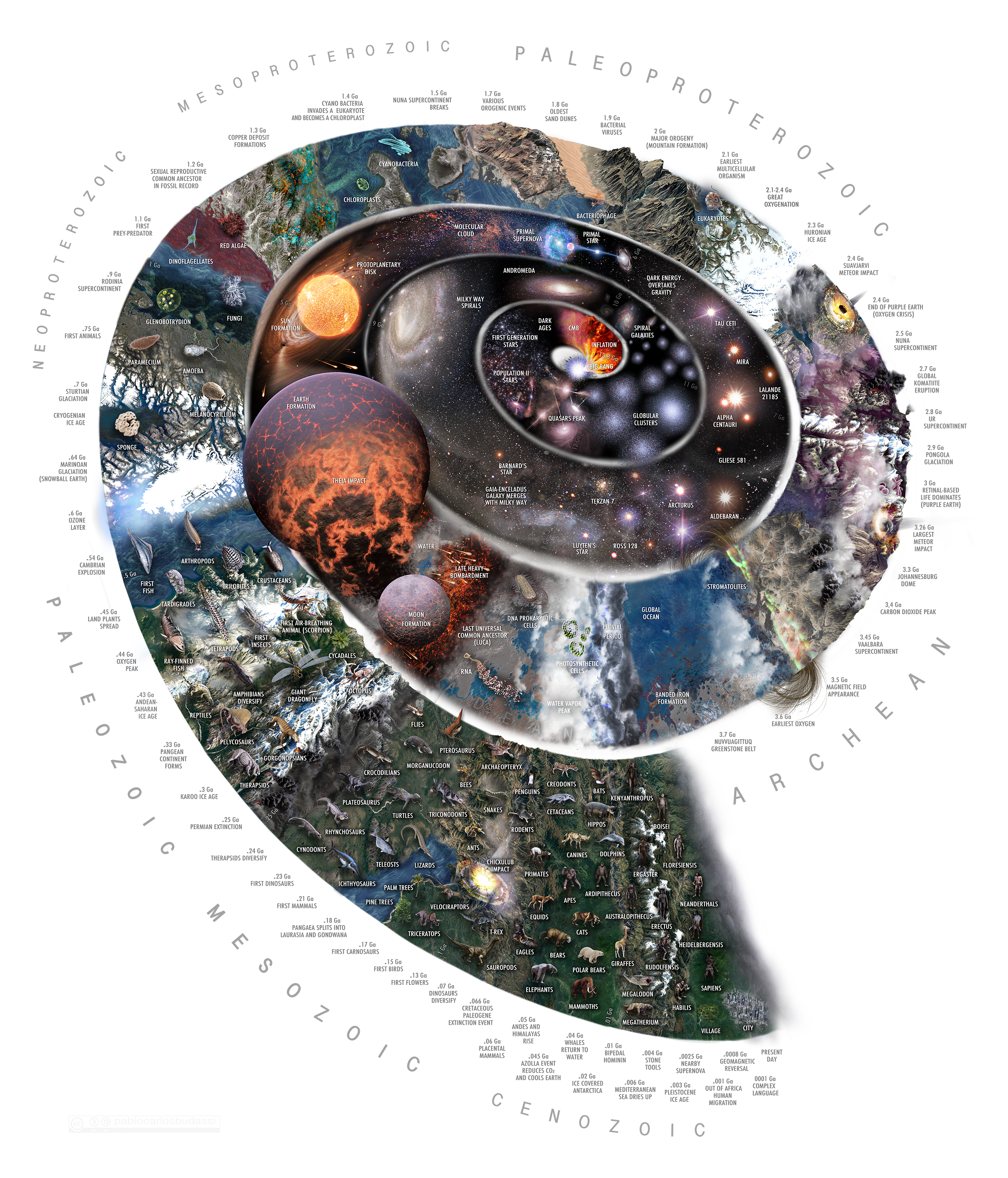
Big History vom Urknall bis zum Menschen

Big History stellt die Weltgeschichte in den Zusammenhang der Geschichte des Universums. Dabei werden im Anschluss an Norbert Elias (und teilweise Karl Popper) die Ebenen der physikalisch-chemischen, der biologischen und der soziokulturellen Evolution unterschieden, deren gemeinsame Muster und wesentliche Unterschiede herausgearbeitet werden sollen. Zentral ist hierbei der Begriff der Komplexitätssteigerung. Wichtige Impulse für Big History kommen aus den Niederlanden (Fred Spier) und von dem anglo-amerikanischen Historiker David Christian. Innerhalb der Geschichtswissenschaft werden die Big History Ansätze mittlerweile intensiv diskutiert.

### Connected History
In den 1990er Jahren entstand die Richtung der Connected History oder (französisch) Histoire connectée. Ihr Hauptrepräsentant ist Sanjay Subrahmanyam. Ihr geht es um die mikrohistorische Erforschung des Zusammentreffens von Kulturen, die zuvor keine Beziehung hatten, wie Indien und Portugal im 16. Jahrhundert. Sie geht insofern auf die vergleichende Geschichte zurück. Die wesentlichen Begriffe sind die Reziprozität und die Hybridisierung, wie zwei Kulturen miteinander ausgekommen sind und kulturell interagierten.

### Welt- bzw. Globalgeschichte in Deutschland und Europa
Die Entwicklung in der amerikanischen Geschichtswissenschaft hat die europäische und deutsche Debatte mit beeinflusst, die hier auch unter dem Begriff „Globalgeschichte“ geführt wird. Ein Kristallisationspunkt dieses Ansatzes ist das 2002 gegründete European Network in Universal and Global History mit Mitgliedern aus verschiedenen west- und osteuropäischen Ländern.
Die deutschsprachigen Vertreter der Globalgeschichte wollen dem Prozess der Globalisierung verstärkt Rechnung tragen und die bisher vorherrschend europazentrierte Sicht auf die Weltgeschichte aufbrechen, die oft von nationalstaatlichen Gesichtspunkten bestimmt war. Vergleichbar ist diese neue Ausrichtung mit früheren Konzepten wie u. a. transnationale Geschichte oder histoire croisée. Die bisherigen Deutungsmuster etwa aus der Historischen Sozialwissenschaft bzw. Soziologie reichen den Vertretern dieses Ansatzes dafür nicht aus. Im Unterschied zu jenen Ansätzen der traditionellen Universalgeschichte, welche eine geschichts- bzw. religionsphilosophische oder auch anthropologische Konnotation aufweisen, liefert der heutigen Globalgeschichte die neue Kulturgeschichte bzw. Kulturwissenschaft wichtige Impulse. Die Absage an die traditionelle Universalgeschichte, deren Niedergang seit den 1960er Jahren einsetzte, ergab sich auch aus der teils polarisierten Wahrnehmung der Welt, die in Ost-West- bzw. Nord-Süd-Konstellationen gründete. Die Osterweiterung der Europäischen Union nach dem Ende des Kalten Krieges wirft in globalgeschichtlicher Perspektive neue Fragen nach der Stellung Europas in der Welt auf.

## Kritik
Margrit Pernau beschreibt die Gefahr, dass die Globalgeschichte zum „Wegbereiter für eine neue Form des akademischen Kolonialismus“ werden kann. Diese Gefahr sieht sie insbesondere dann, wenn Welt- oder Globalhistorikern Kenntnisse über Sprache und Besonderheiten außereuropäischer Gesellschaften fehlen und diese sich ausschließlich auf Sekundärliteratur (in ‚europäischen Sprachen‘) und Quellen in europäischen Archiven beziehen – oder beziehen können.

## Beispiele für Werke der Weltgeschichtsschreibung

### Klassische Universalgeschichte
- Julius von Pflugk-Harttung: Weltgeschichte. Ullstein Verlag, Berlin 1903.
- Jacob Burckhardt: Weltgeschichtliche Betrachtungen. 1905.
- Gustav Diestel, Otto Kaemmel (Hrsg.): Spamers illustrierte Weltgeschichte. Mit besonderer Berücksichtigung der Kulturgeschichte. 5. Auflage, 10 Bände, Otto Spamers, Leipzig 1914.
- Leopold von Ranke: Weltgeschichte. 9 Bde., Leipzig 1881–1888.
- Oswald Spengler: Der Untergang des Abendlandes. Umrisse einer Morphologie der Weltgeschichte. Band 1, Wien 1918; Band 2, München 1922.
- Arnold J. Toynbee: A Study of History, Bd. I–X. London 1934–1954, Zusatzbde. XI–XII ebda. 1959/61 (autorisierte deutsche Kurzfassung: Der Gang der Weltgeschichte, 2 Bde., Zürich 1949 u. 1958)
- Arnold J. Toynbee: Mankind And Mother Earth – A Narrative History Of The World. Oxford, 1976 (dt. Menschheit und Mutter Erde. Die Geschichte der großen Zivilisationen, Claassen Verlag GmbH, Düsseldorf, 1979)

### Traditionelle Weltgeschichte der Nachkriegszeit
- Fischer Weltgeschichte. 36 Bde., Frankfurt a. M. 1965ff. Die Nachfolgereihe Neue Fischer Weltgeschichte ist noch im Erscheinen begriffen.
- Golo Mann, Alfred Heuss (Hrsg.): Propyläen Weltgeschichte. Eine Universalgeschichte. 11 Bde. Frankfurt/M., Berlin, Wien 1961ff.
- Alexander Demandt: Kleine Weltgeschichte. Die ganze Weltgeschichte in einem Band. Beck, München 2003, ISBN 3-406-50821-9. (Rezension, Rezension).
- WBG-Weltgeschichte. 6 Bde., Darmstadt 2009–2010, ISBN 978-3-534-20103-7

### Zeitgenössische Werke der Weltgeschichte/World History
- Geschichte der Welt. Hrsg. von Akira Iriye und Jürgen Osterhammel. 6 Bde. C.H. Beck, München 2012–2023. [erscheint in Kooperation mit der Harvard University Press]
  - Die Welt vor 600. Hrsg. von Hans-Joachim Gehrke. München 2017.
  - Geteilte Welten 600–1350. Hrsg. von Daniel G. König. München 2023.
  - Weltreiche und Weltmeere 1350–1750. Hrsg. von Wolfgang Reinhard. München 2014.
  - Wege zur modernen Welt 1750–1870. Hrsg. von Sebastian Conrad und Jürgen Osterhammel. München 2016.
  - Weltmärkte und Weltkriege 1870–1945. Hrsg. von Emily S. Rosenberg. München 2012.
  - 1945 bis Heute. Die globalisierte Welt. Hrsg. von Akira Iriye. München 2013.
- Janet Abu Lughod: Before European hegemony: the world system A. D. 1250–1350. Oxford University Press, Oxford 1998, ISBN 0-19-506774-6. Rezension
- Christopher A. Bayly: Die Geburt der modernen Welt. Eine Globalgeschichte 1780–1914. Campus Verlag, 2006, ISBN 978-3-593-38160-2
- Jerry H. Bentley, Herbert F. Ziegler: Traditions and Encounters. A Global Perspective on the Past. 3rd edition. McGraw-Hill, Boston 2006. – Rezension, Rezension
- Knut Borchardt: Globalisierung in historischer Perspektive (= Bayerische Akademie der Wissenschaften, Sitzungsberichte, Jahrgang 2001, Heft 2). Verlag der bayerischen Akademie der Wissenschaften/Beck, München 2001.
- Michael Borgolte: Die Welten des Mittelalters. Globalgeschichte eines Jahrtausends. C.H. Beck, München 2022.
- Alfred W. Crosby: Ecological imperialism: the biological expansion of Europe, 900–1900 (= Studies in environment and history). Cambridge University Press, Cambridge 1986. – Rezension
- John Darwin: Der imperiale Traum. Die Globalgeschichte großer Reiche 1400–2000. Campus Verlag, Frankfurt a. M. 2010, ISBN 978-3-593-39142-7.
- Jared Diamond: Arm und Reich. Die Schicksale menschlicher Gesellschaften. Fischer Taschenbuch Verlag, Frankfurt am Main 1996. – Rezension, Rezension, Rezension
- Globalgeschichte. Die Welt 1000-2000. Hrsg. von Peter Felbauer, Bernd Hausberger und Jean-Paul Lehners,  8 Bde., Mandelbaum, Wien 2008–2011.
- Imanuel Geiss: Geschichte im Überblick: Daten und Zusammenhänge der Weltgeschichte. Überarbeitete und erweiterte Neuauflage. Rowohlt, Reinbek 2006.
- H. Patrick Glenn: Legal Traditions of the World: Sustainable Diversity In Law (Taschenbuch), Oxford University Press, 3. Auflage, Oxford 2007, ISBN 0-19-920541-8
- André Gunder Frank: ReOrient. Global Economy in the Asian Age. University of California Press, Berkeley 1998. – Zum Inhalt, Rezensionen, Rezensionen, Rezension

- Auf Deutsch: ReOrient. Globalwirtschaft im Asiatischen Zeitalter. Promedia, Wien 2016, ISBN 978-3-85371-404-1.

- Ewald Frie: Die Geschichte der Welt. Neu erzählt von Ewald Frie, Beck, München 2017, ISBN 978-3-406-71169-5.
- Eckhard Fuchs, Karen Oslund: Guest Editorial: Teaching World History: Introductory Remarks. In: World History Connected 3.3 (2006).
- William Hardy McNeill: The Rise of the West. A history of the human community. 5. impr. Univ. of Chicago Press, Chicago 1964.
- Bernd Hausberger: Die Verknüpfung der Welt. Geschichte der frühen Globalisierung vom 16. bis zum 18. Jahrhundert. Mandelbaum Verlag, Wien 2015.
- Ulrike von Hirschhausen, Jörn Leonhard: Empires. Eine globale Geschichte 1780–1920. C.H. Beck, München 2023
- Friedrich Lenger: Der Preis der Welt. Eine Globalgeschichte des Kapitalismus. Beck, München 2023
- John Robert McNeill, William Hardy McNeill: The Human Web. A Bird’s Eye View of World History. Norton, New York 2003. – Rezension
- Jürgen Mirow: Weltgeschichte, München 2009
- Herfried Münkler: Imperien. Die Logik der Weltherrschaft. Berlin 2005. – Rezension, Rezension, Rezensionen, Interview
- Jürgen Osterhammel, Niels P. Peterson: Geschichte der Globalisierung. Dimensionen, Prozesse, Epochen. Beck, München 2003. – Rezension
- Jürgen Osterhammel: Die Verwandlung der Welt. Eine Geschichte des 19. Jahrhunderts. C. H. Beck Verlag, München 2008, ISBN 978-3-406-58283-7. Rezensionen
- Hans-Heinrich Nolte: Weltgeschichte. Imperien, Religionen und Systeme, 15.-19. Jahrhundert. Böhlau, Wien/Köln/Weimar 2005, ISBN 3-205-77440-X
- Martin Puchner: Kultur. Eine neue Geschichte der Menschheit. Klett-Cotta, Stuttgart 2025, ISBN 978-3-608-96659-6.
- Hanna Schissler: Weltgeschichte als Geschichte der sich globalisierenden Welt. In: Aus Politik und Zeitgeschichte, Nr. 1-2, S. 33–39 (2005).
- Immanuel Wallerstein: World-Systems Analysis. An Introduction. Duke University Press, Durham/London 2004. – Rezension
- Eric Wolf: Europe and the People Without History. University of California Press, Berkeley/Los Angeles 1997.

### Big History
- David Christian: Maps of Time. An introduction to Big History. Foreword by William H. McNeill.  University of California Press, Berkeley 2005, ISBN 0-520-24476-1. Verlagsdarstellung
- Fred Spier: Big History. Was die Geschichte im Innersten zusammenhält. Wissenschaftliche Buchgesellschaft, Darmstadt 1998. [Original-Titel: The Structure of Big History from the Big Bang Until Today]